# Ben Katchor

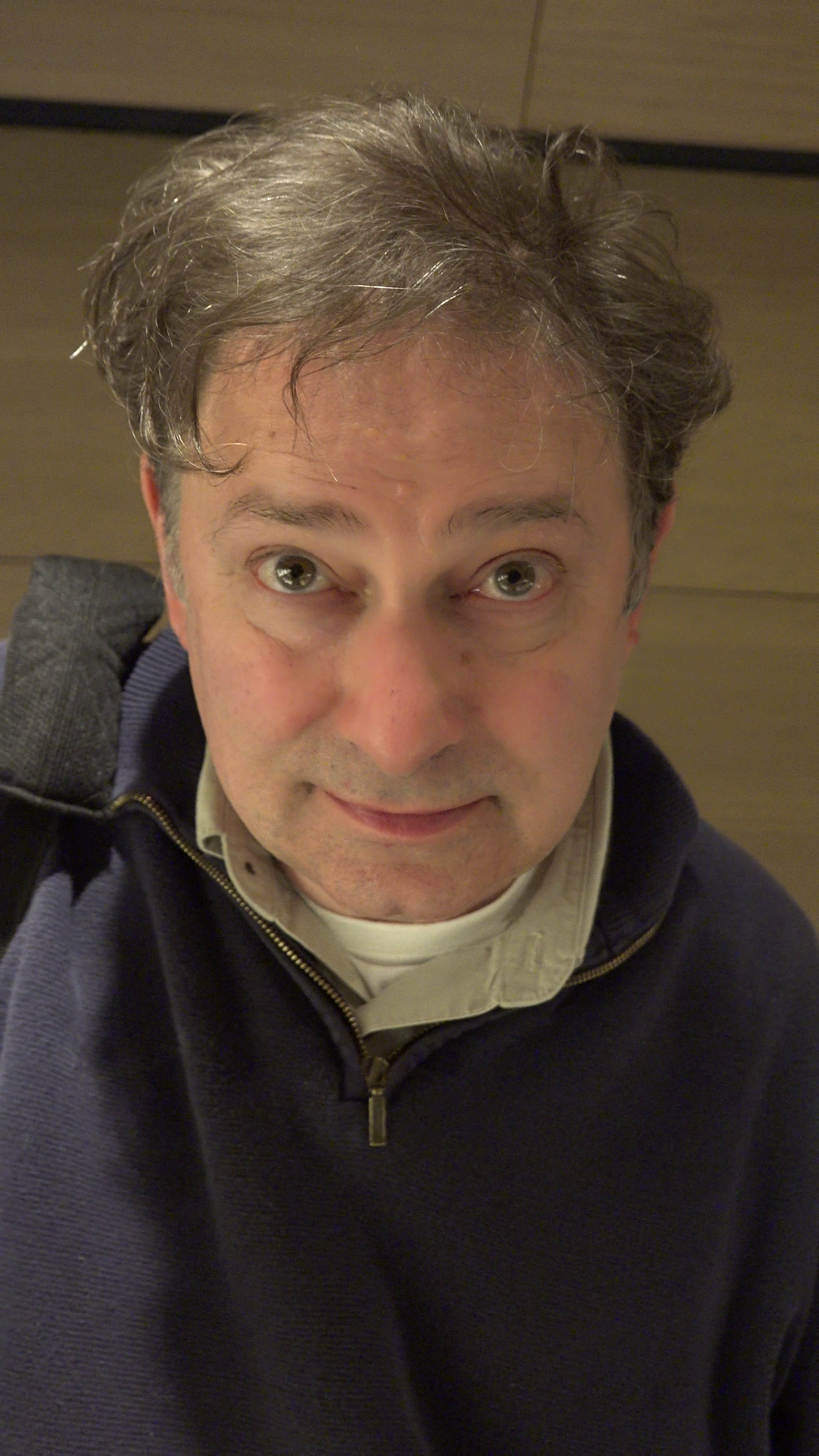

Ben Katchor (* 19. November 1951 in Brooklyn, New York) ist ein US-amerikanischer Comiczeichner.
Zu Beginn der 1980er Jahre debütierte Katchor im Comicmagazin RAW und trug maßgeblich zur Außenwirkung des Magazins bei. Außer in RAW veröffentlichte er auch in diversen anderen Zeitungen und Zeitschriften. Zu seinen wichtigsten Werken zählen The Jew of New York (1998) und Julius Knipl (1996 und 2000). Auf Deutsch erschienen einzelne Geschichten im Comic-Magazin Strapazin #71 (2003), beim Avant-Verlag erschien eine Kurzgeschichte in der Publikation Plaque 1 (2003) und Der Jude von New York (2009).
In den 1990er produzierte der US-amerikanische Radiosender NPR die Hörspielserie Julius Knipl, Real Estate Photographer mit der Stimme von Schauspieler Jerri Stiller als Julius Knipl.
Katchor, der in New York lebt, unterrichtet an der Parsons The New School for Design.
Ben Katchor wurde im Jahr 2000  als erster Comicautor mit dem „Genius-Award“ der MacArthur Foundation Fellowship ausgezeichnet.